# Eratòstenes
|  | Per a altres significats, vegeu «Eratòstenes (desambiguació)». |

Eratòstenes (Eratosthenes, Ἐρατοσθένης) va néixer a Cirene (Líbia) l'any 276 aC. Fou un astrònom, historiador, geògraf, filòsof, poeta, crític teatral i matemàtic grec. Va deduir que la Terra és esfèrica i en va determinar la circumferència amb una precisió de més del 98% respecte la mesura considerada correcta avui dia.

## Biografia
Era fill d'Aglaos (segons Suides) o d'Ambrosi (segons d'altres). Va estudiar a Alexandria i a Atenes i va tenir de mestres el filosof Aristó de Quios, el gramàtic Lisànies de Cirene i el poeta Cal·límac. Va sortir d'Atenes convidat a Egipte per Ptolemeu III Evergetes I, que el va posar al front de la biblioteca d'Alexandria al voltant de l'any 255 aC. En va ser el tercer director i hi va romandre fins al regnat de Ptolemeu V Epífanes.
Va treballar amb problemes matemàtics, com la duplicació del cub o els nombres primers. És famós el mètode per a llistar els nombres primers que porta el seu nom: el sedàs d'Eratòstenes. Va escriure nombrosos llibres, dels quals, tanmateix, només es tenen notícies per referències bibliogràfiques d'altres autors.
Eratòstenes, al final de la seva vida, va perdre la vista per una malaltia freqüent a la vall del Nil i va morir de fam per la seva pròpia voluntat, ja que havia perdut el desig de viure, al 194 aC a Alexandria. Tenia uns 81 o 82 anys.
Va ser conegut per dos sobrenoms: Beta i el Pentatleta, ja que era criticat per tenir amplis coneixements en molts àmbits, però en cap d'aquests era el millor. Ell, en canvi, es feia dir philologos, és a dir, 'amant de l'aprenentatge'.

## Context històric
Eratòstenes se situa al segle iii aC. Al llarg del segle, va haver-hi les guerres púniques disputades entre Cartago i Roma, un conflicte pel control del Mediterrani, per la qual cosa va aparèixer la presència romana a la península. Tot i així, van fer una nul·la aportació en les matemàtiques però van adquirir el poder polític. D'altra banda, els grecs van ser els pioners en el camp de la ciència. A nivell cultural es va produir la llatinització, és a dir, el llatí va quedar com la llengua principal.
En aquesta època, també es van realitzar diferents obres públiques com la creació de noves ciutats plenament romanes, conegudes com a colònies, i les ciutats indígenes van passar a ser municipis.

## Geografia

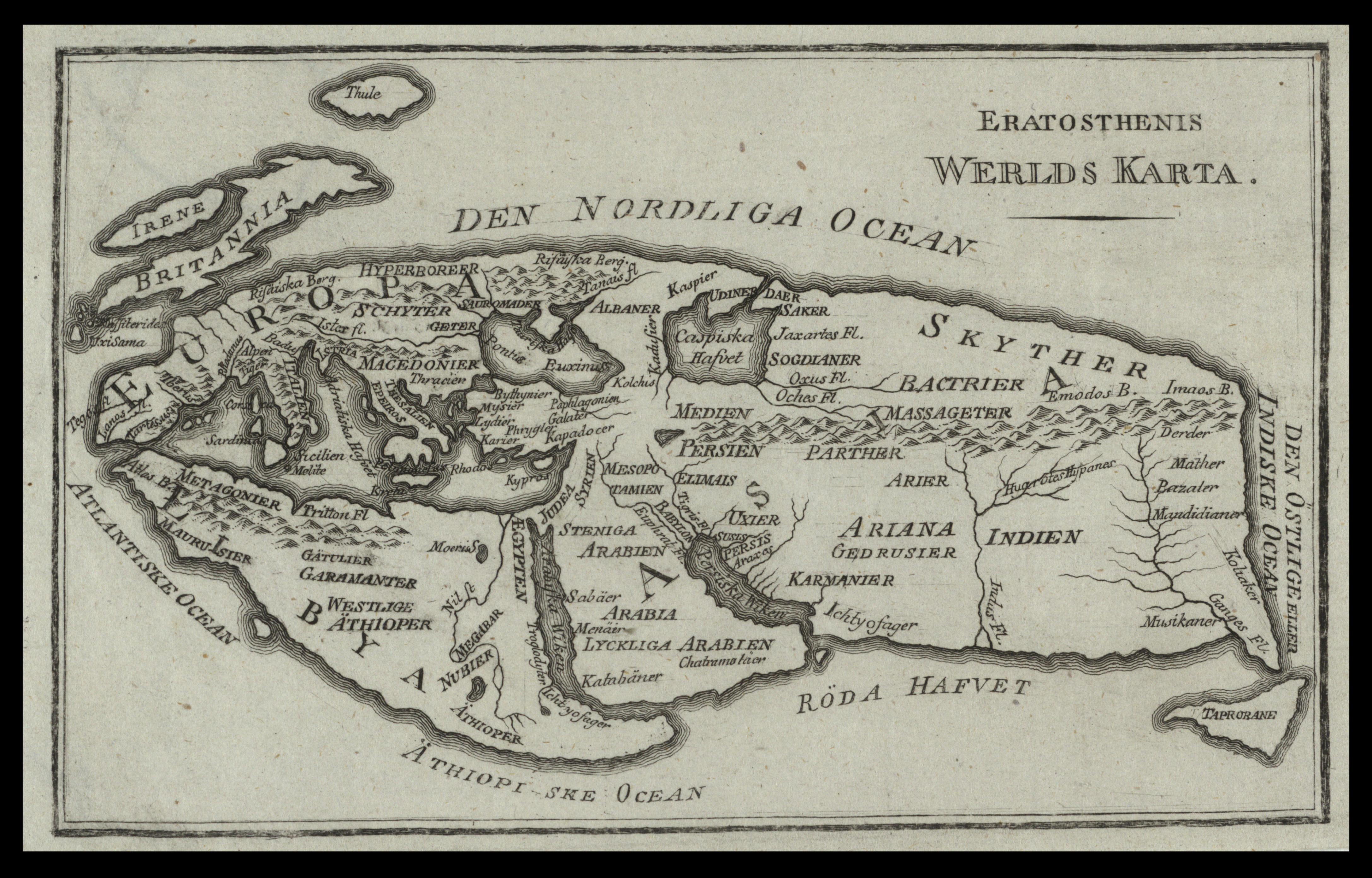
Reconstrucció de principis del segle XIX del mapa d'Eratòstenes del món conegut (per als grecs).

Eratòstenes va continuar amb els seus coneixements sobre la Terra. Amb els seus descobriments i el coneixement de la seva mida i forma, va començar a dibuixar-lo. A la Biblioteca d'Alexandria va tenir accés a diversos llibres de viatges, que contenien diversos elements d'informació i representacions del món que calia reunir en algun format organitzat. A la seva obra en tres volums Geografia va descriure i mapejar el món conegut. Hi va dividir la Terra en cinc zones climàtiques: dues zones de congelació al voltant dels pols, dues zones temperades i una zona que engloba l'equador i els tròpics. Aquest llibre és la primera instància registrada de molts termes encara en ús avui en dia, inclòs el nom de la disciplina de la geografia.
Va situar un quadrícula regular de línies superposades sobre la superfície de la Terra, definint paral·lels i meridians per enllaçar tots els llocs del món. D’aquesta manera es va fer possible estimar la distància des d'ubicacions remotes sobre la superfície de la Terra. A la Geografia es mostraven el noms i la localització de més de quatre-centes ciutats, cosa que no s'havia fet mai abans. Tanmateix, la seva Geografia roman una obra perduda, tot i que es poden reunir fragments de l'obra a d'altres historiadors com Plini, Polibi, Estrabó i Marcià. Tot i que aquest treball és el més antic en el que podem rastrejar certes idees, paraules i conceptes en el registre històric, poden provenir de contribucions anteriors també perdudes per a la història.
- El primer llibre va ser una mena d'introducció i va fer una ressenya dels seus predecessors, dels quals reconeix les contribucions que va recopilar a la biblioteca. En aquest llibre, Eratòstenes denunciava que Homer no donava cap visió del que ara descrivia com a geografia. Per desaprovar la topografia d'Homer va enfadar molts que creien que el món representat a l'Odissea era legítim. També va comentar les idees sobre la naturalesa i l'origen de la Terra: concebia la Terra com un globus immòbil mentre la superfície estava canviant. Va plantejar la hipòtesi que en un moment el Mediterrani havia estat un gran llac que cobria els països que l'envoltaven i que només es va connectar amb l'oceà a l'oest quan es va obrir un passatge en algun moment de la seva història.

- El segon llibre conté el seu càlcul de la circumferència de la Terra. Aquí és on, segons Plini, «El món es va entendre». Aquí Eratòstenes va descriure la famosa història del pou de Siene, on cada solstici d'estiu al migdia, els raigs del Sol brillaven directament al pou del centre de la ciutat.[6] Aquest llibre es consideraria ara un text de geografia matemàtica.

- El seu tercer llibre de la Geografia contenia geografia política. Va citar països i va utilitzar línies paral·leles per dividir el mapa en seccions, per donar descripcions precises dels regnes. Aquest va ser un avenç i es pot considerar l'inici de la geografia. Per això, Eratòstenes és anomenat el «pare de la geografia moderna».

Segons Estrabó, Eratòstenes va argumentar en contra de la dicotomia grec-bàrbar. Diu que Alexandre va ignorar els seus consellers pel seu respecte per totes les persones amb la llei i el govern. Estrabó diu que Eratòstenes es va equivocar en afirmar que Alexandre havia ignorat el consell dels seus consellers. Estrabó argumenta que va ser la interpretació d'Alexandre de la seva intencionalitat real en reconèixer que «en algunes persones prevalen el respecte de la llei i l'instint polític, i les qualitats associades a l'educació i el poder de paraula».

## Esfera armil·lar

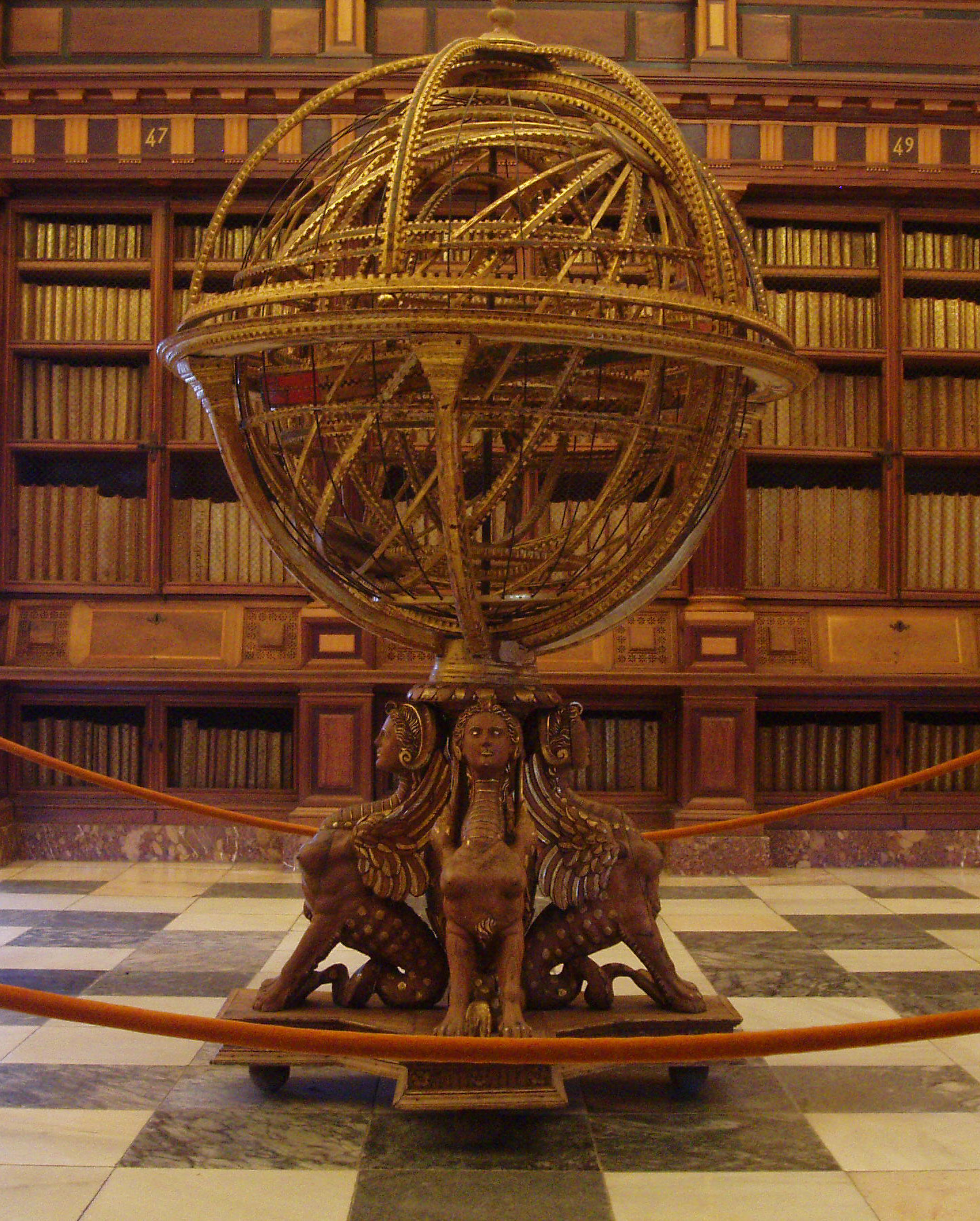
Esfera armil·lar del Monestir d'El Escorial, construïda a finals del segle XV.

Hom atribueix a Eratòstenes la invenció, cap al 255 aC, de l'esfera armil·lar, que encara s'emprava al segle xvii. El seu nom prové del llatí armilla, 'braçalet'. És un instrument format per cèrcols que representen els cercles més importants que es poden considerar sobre l'esfera celeste. Encara que degué usar aquest instrument per a diverses observacions astronòmiques, sols hi ha registres de la que el va conduir a la determinació de l'obliqüitat de l'eclíptica. Va determinar que l'interval entre els tròpics (el doble de l'obliqüitat de l'eclíptica) equivalia a la fracció 11/83 de la circumferència terrestre completa, amb el resultat per a eixa obliqüitat d'un valor de 23° 51′ 19″, xifra que posteriorment adoptaria l'astrònom Claudi Ptolemeu.
Segons alguns historiadors, Eratòstenes va obtindre un valor de 24° i el refinament del resultat anterior (el valor de 23° 51′ 19″) es deu a Ptolemeu. A més, segons Plutarc de Queronea, de les seues observacions astronòmiques durant els eclipsis va deduir que la distància al Sol era de 804.000.000 estadis (mesura de longitud de l'antiga Grècia que en la forma més acceptada equivalia a uns 174.125 metres), la distància a la Lluna de 780.000 estadis i, segons Macrobi, que el diàmetre del Sol era 27 vegades major que el de la Terra.

## Mesura de la Terra
Una de les seves principals contribucions a la geografia va ser la mesura de grandària de la Terra. Eratòstenes, estudiant els papirs de la biblioteca d'Alexandria, va trobar la dada segons la qual, a la ciutat de Siene (l'actual Assuan), els raigs solars al migdia del dia del solstici d'estiu (l'actual 21 de juny) hi cauen verticalment, de tal manera que penetren fins al fons dels pous, per fondos que siguin, i els objectes no hi produeixen cap ombra.
Eratòstenes, llavors, esperà el solstici d'estiu al migdia a Alexandria per veure si s'esdevenia el mateix, i s'adonà que això no passava: a la seva ciutat, els objectes fan una ombra amb un angle de 7° 12′ amb la vertical, la cinquantena part de tot el cercle, cosa que deduí observant l'ombra de la torre del famós far d'Alexandria.
Eratòstenes suposà correctament que si el Sol es troba a gran distància, els seus raigs en arribar a la Terra hi havien d'incidir paral·lelament. Si, en canvi, la Terra fos plana, com es creia en aquella època, no s'haurien de trobar diferències entre les ombres projectades pels objectes a la mateixa hora del mateix dia, independentment del punt d'observació. Tenint present que totes dues ciutats són gairebé sobre el mateix meridià (en realitat, hi ha només uns 3° de diferència entre la longitud de l'una i l'altra), a partir d'aquí calia saber la distància sobre el terreny en línia recta entre Siene i Alexandria. Amb aquesta dada podria calcular la longitud total del cercle màxim de la Terra.
Eratòstenes envià diversos ajudants a mesurar, pel camí més recte possible, la distància entre les dues ciutats. També preguntà als camellers i els contractà perquè mesuraren la distància amb la major precisió possible. Amb aquestes dades, conclogué que la distància en línia recta era de 5.000 estadis. Per tant, si la cinquantena part d'un cercle es correspon a 5.000 estadis, la circumferència total de la Terra serà de 50 x 5.000 = 250.000 estadis.
Si tenim present que un estadi grec (també anomenat estadi àtic) equivalia a uns 185 m, hauria obtingut una circumferència de 46.250 km, força allunyada de la realitat, amb un error del 17%. Però sempre s'ha suposat que Eratòstenes va fer servir la mesura de l'estadi egipci, que equival a uns 156,9 m, la qual cosa dona una circumferència de 39.225 quilòmetres. Tenint en compte que el meridià real és de 40.008 km, hem de concloure que Eratòstenes, tenint presents els recursos de l'època, va obtenir un resultat amb una excel·lent exactitud: menys d'un 2% d'error.

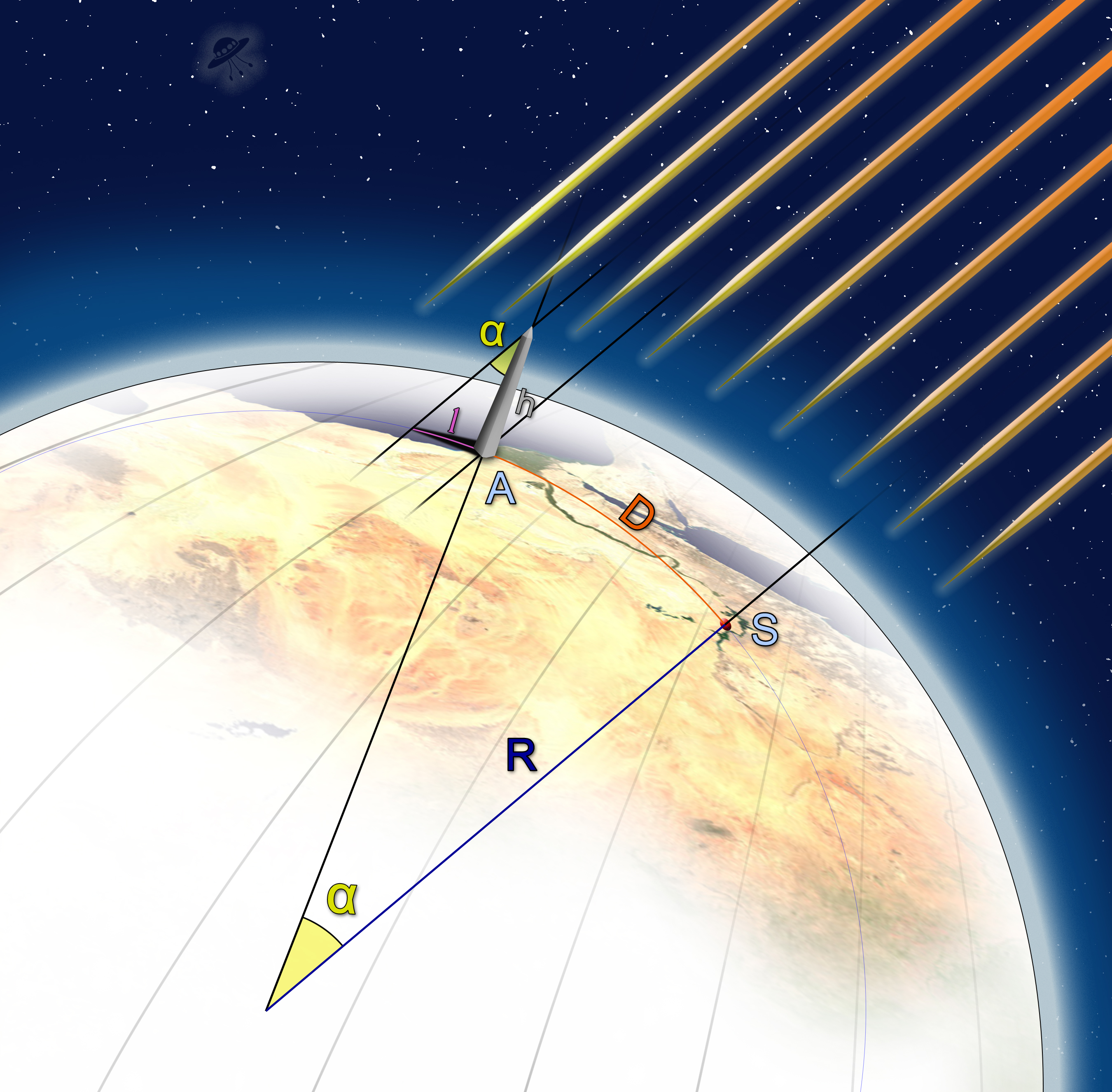

## Nombres primers

Tamís d'Eratòstenes: passos d'algorisme per a nombres primers inferiors a 121 (incloent-hi optimització de partir del quadrat del primer).

Eratòstenes va proposar un algorisme senzill per trobar nombres primers. Aquest algorisme es coneix en matemàtiques com el Sedàs d'Eratòstenes. Aquest algoritme va tenir important rellevància pel que fa a la teoria de nombres, ja que és un mètode per a trobar tots els components bàsics de tots els altres nombres.
En matemàtiques, el sedàs d'Eratòstenes (en grec: κόσκινον Ἐρατοσθένους), d'un nombre de garbells de nombres primers, és un algorisme senzill i antic per trobar tots els nombres primers fins a qualsevol límit. Ho fa marcant iterativament com a composts, és a dir, no primers, els múltiples de cada primer, començant pels múltiples de 2. Els múltiples d'un determinat primer es generen a partir d'aquest primer, com una successió de nombres amb la mateixa diferència, igual a aquest primer, entre nombres consecutius. Aquesta és la distinció clau del tamís d'utilitzar la divisió de prova per provar seqüencialment cada nombre candidat per a la divisibilitat per cada nombre primer.

## Duplicació del cub
La duplicació del cub, juntament amb la quadratura del cercle i la trisecció de l'angle, formen els anomenats tres problemes especials, irresolubles mitjançant una construcció amb regle i compàs de la geometria grega.
És un problema matemàtic aparentment originat per l’admonició de l'oracle d'Apol·lo de Delos del 430 aC que indicava que per sobreviure a una pesta rampant s'havia de construir un altar amb el doble de volum del que ja hi havia. Eratòstenes va ser un dels científics que va contribuir a aquest problema, proposant una possible solució.

## Altres estudis
També va calcular la distància al Sol en 804.000.000 estadis i la distància a la Lluna en 780.000 estadis. Se sap gràcies a Ptolemeu, que va calcular gairebé amb precisió la inclinació de l'eclíptica en 23° 51′ 15″. Un altre treball astronòmic va ser una compilació en un catàleg de prop de 675 estrelles.
Va crear un dels calendaris més avançats per a la seva època i una història cronològica del món des de la Guerra de Troia. Va realitzar investigacions en geografia dibuixant mapes del món conegut, grans extensions del riu Nil i va descriure la regió d'Eudaimon (actual Iemen) a Aràbia.
Va inventar el mesolabi, un dels primers instruments descoberts que serveix per a fer càlculs.
En geografia, va escriure Geogràfica (Γεωγραφικά, erròniament anomenat γεωγραφούμενα o γεωγραφία) en tres llibres. Un altre llibre geogràfic en vers, Ἑρμῆς, tracta de la forma de la Terra, les temperatures, les constel·lacions i similars.
Un poema seu titulat Ἠριγόνη és esmentat per Longí.
En temes filosòfics, va escriure Περὶ Ἀγαθῶν καὶ Κακῶν, Περὶ Πλούτον καὶ Πενίας i Περὶ Ἀλυπίας. Se li atribuïren també Περὶ τῶν κατὰ Φιλοσοφίαν Αἱρέσεων, Μελέται i Διάλογοι, però no li corresponen.
Ateneu esmenta una carta anomenada Ἀρσινόη i una altra anomenada Ἀρίστων.
Va escriure també un llibre de cronologia històrica de nom Χρονογραφία o Χρονογραφιῶν; un llibre Ὀλυμπιονῖκαι esmenta els guanyadors de les olimpíades i altres temes relacionats.
Com a escriptor de la vella comèdia, va escriure una obra en 12 llibres dels quals, probablement, les obres Ἀρχιτεκτονικός i σκευογραφικός en són parts.
Se li atribuí l'obra Καταστερισμοί, amb una descripció fabulosa de les constel·lacions i les seves estrelles, però després es va comprovar que tampoc era obra seva.

## Obres
El seu interès per les matemàtiques el dugué a redactar l'obra Platònic (Πλατωνικός), i un tractat de geometria, Sobre les proporcions (Περἰ μεσοτήτων). Eratòstenes passà a la posteritat per la seva invenció del «garbell d'Eratòstenes». Va escriure una Geografia (Γεωγραφικά). Aquesta obra devia anar precedida d'un tractat de caràcter físic i astronòmic: De la mesura de la Terra (Περὶ τῆς ἀναμετρήσεως τῆς γῆς), en què donava compte de les mesures de la circumferència de la Terra, i de les distàncies del Sol i de la Lluna, així com de la grandària d'aquests astres i de les mesures relatives als eclipsis totals o parcials. També escrigué l'obra Catasterismes (Kαταστερισμοί). També cal destacar la seva llista dels Vencedors olímpics (Ὀλυμπιονῖκαι) i les Cronografies (Χρονογραφίαι). També fou un reconegut poeta. Són cèlebres els seus Hermes i Erígone. Ens han arribat poquíssims fragments de les seves obres de crítica literària: Sobre la comèdia antiga (Περὶ τῆς ἀρχαίας κωμωδίας) i Gramàtica (Γραμματική). És incert el contingut d'Arquitectònic (Άρχιτεχτονιχός) i d'un tractat Dels atuells domèstics (Σχευογραφιχός).